# День российского парламентаризма
«День российского парламентаризма» — памятная дата России. Установлен указом Президента России в 2012 году, дата памятного дня установлена 27 апреля. Эта дата является днём начала работы в 1906 году Государственной Думы — первого в отечественной истории демократического института, заложившего основы парламентаризма в России.
В действительности дата начала работы Государственной Думы 27 апреля [10 мая] 1906 года. Дата 27 апреля является ошибочной и не соответствует общепринятой в научном мире хронологии.
День российского парламентаризма призван способствовать привлечению внимания широких слоёв населения к деятельности Федерального Собрания Российской Федерации и законодательных органов государственной власти субъектов Российской Федерации, популяризации этой деятельности.